# لیف گومیلیف
لیف نیکُلائِویچ گومیلیف (به روسی: Лев Никола́евич Гумилёв) ‏ (زاده ۱ اکتبر ۱۹۱۲ – درگذشته ۱۵ ژوئن ۱۹۹۲) تاریخ‌دان و شاعر روس، عضو فرهنگستان علوم طبیعی روسیه و پایه‌گذار دانش جدید قوم‌شناسی. پدرش نیکولای گومیلیف نویسندهٔ برجسته روس و مادرش آنا آندرییونا آخماتووا شاعر پرآوازهٔ روس بود.

## زندگی
لِف گومیلیف در خانوادهٔ فرهنگی به دنیا آمد پدر و مادرش هر دو شاعر بودند.
والدین لِف، شاعران برجسته نیکولای گومیلف و آنا آخماتووا، وقتی او ۷ ساله بود از هم جدا شدند و پدرش وقتی او تنها ۹ سال داشت توسط حکومت استالین اعدام شد. لِف بیشتر دوران بزرگسالی خود را، از سال ۱۹۳۸ تا ۱۹۵۶، در اردوگاه‌های کار اجباری شوروی گذراند. او ابتدا در سال ۱۹۳۵ دستگیر ولی خیلی زود آزاد شد، اما در سال ۱۹۳۸ دوباره دستگیر و به پنج سال زندان محکوم گردید.لِف پس از آزادی به ارتش سرخ شوروی پیوست و در نبرد فتح برلین در سال ۱۹۴۵ شرکت نمود ولی با این حال، او دوباره در سال ۱۹۴۹ مجددأ دستگیر و به ده سال زندان در اردوگاه‌های کار اجباری محکوم گشت.
حاصل دوران تبعید او به نواحی تاجیک نشین ، «آشنایی‌ لِف با فرهنگ مردمان تاجیک و زبان و ادب فارسی بود.
در این دوران ، مادرش آنا آخماتووا با هدف تضمین آزادی خود،  دیتیرامبی  خطاب به جوزف استالین منتشر کرد که کمکی به آزادی پسرش لِف گومیلف نکرد، اگرچه احتمالاً از زندانی شدن خود آنا جلوگیری کرد ، چرا که پلیس مخفی شوروی از قبل دستور دستگیری او را آماده کرده بود، اما استالین تصمیم گرفت آن را امضا نکند. در این دوران روابط بین لِف و مادرش تیره شد، زیرا او مادرش را بخاطر کمک نکردن به حد کافی سرزنش می‌کرد.
لازم به ذکر است که آنا آخماتووا احساسات خود را در مورد دستگیری پسرش لِف و دوران سرکوب‌های سیاسی شوروی در کتاب «رکوئیم» (منتشر شده در سال ۱۹۶۳) شرح داده است.
پس از مرگ استالین در سال ۱۹۵۳، گومیلیوف به موزه ارمیتاژ پیوست و مدیر آن، میخائیل آرتامونوف، را به عنوان استاد راهنمای خود پذیرفت. تحت راهنمایی آرتامونوف، او به مطالعه مردمان خزر و به طور کلی مردمان استپ نشین علاقه‌مند شد. در دهه‌های ۱۹۵۰ و ۱۹۶۰، او در چندین سفر اکتشافی به دلتای ولگا و قفقاز شمالی شرکت کرد. او یک سایت باستان‌شناسی تشکیل داده و همچنین نظریه عبور مردمان خزر را با همکاری زمین‌شناس الکساندر الکسین به عنوان یکی از دلایل زوال مردمان خزر پیشنهاد داد.
در سال ۱۹۶۰، او شروع به ارائه سخنرانی در دانشگاه لنینگراد کرد و دو سال بعد ، از پایان‌نامه دکترای خود دفاع نموده و از دهه ۱۹۶۰، او در یک موسسه جغرافیایی مشغول به کار شد، جایی که از پایان‌نامه دکترای دیگری، این بار در جغرافیا، دفاع کرد. اگر چه مقامات رسمی شوروی ایده‌های او را رد کردند و انتشار اکثر تک‌نگاری‌های او را ممنوع کردند، اما گومیلیوف، به ویژه در دوران پرسترویکا ۱۹۸۵ تا ۱۹۹۱، توجه زیادی را به خود جلب کرد. به عنوان نشانه‌ای از محبوبیت او، نورسلطان نظربایف، رئیس جمهور قزاقستان، دستور داد دانشگاه ملی اوراسیای ال. ان. گومیلیوف (Евразийский Национальный университет имени Л. Н. Гумилёва، که در سال ۱۹۹۶ تأسیس شد) درست روبروی کاخ خودش در میدان مرکزی شهر آستانه، پایتخت جدید قزاقستان، ساخته شود.

## آثار
- تاریخ خیونان.
- ترکان باستان.
- کشف خزرستان.
- در جستجوی یک سرزمین خیالی.
- قوم‌زایی و زیست‌کرهٔ زمین.

## در زبان فارسی
- کشف خزرستان، ترجمهٔ ایرج کابلی.